# Ann Hampton Callaway
Ann Hampton Callaway (geboren op 30 mei 1958) is een Amerikaans multiplatina- Broadwayzangeres, componiste, tekstschrijver, pianiste en actrice. Ze schreef en zong de themesong van de Amerikaanse televisieserie The Nanny. Ook schreef ze nummers voor Barbra Streisand en vertolkte ze de hoofdrol in de Broadway-musical "Swing!".

## Discografie
Een overzicht van haar uitgebrachte studioalbums, opgevolgd door het platenlabel dat het album uitbracht:
- At Last, Telarc
- Blues In the Night, Telarc
- Who Can See The Blue The Same Again?, Dismakers Single CD
- Slow, Shanachie Records
- After Ours, Denon Records
- Ann Hampton Callaway, DRG Records
- Bring Back Romance, DRG Records
- Easy Living, Shanachie Records
- Sibling Revelry with Liz Callaway, DRG Records
- Signature, Shanachie Records
- This Christmas, After 9 Records/Angel Records
- To Ella With Love, Shanachie Records